# Matteo Muscella
Matteo Muscella, all'anagrafe Giuseppe Antonio (Santo Stefano di Mistretta, 29 luglio 1652 – 22 giugno 1716), è stato un vescovo cattolico italiano.

## Biografia
Battezzato con il nome di Giuseppe Antonio, ha cambiato il nome in Matteo al momento di prendere i voti nell’Ordine dei frati minori; per questo è anche noto come Matteo da Santo Stefano. Nel suo ordine è stato definitore generale e ministro generale.
Presentato dal re Carlo II di Spagna nella sua qualità di re di Sicilia, il 27 settembre 1702 papa Clemente XI lo ha nominato vescovo di Cefalù; ha ricevuto l'ordinazione episcopale il successivo 1º ottobre.
Nel 1703 ha fondato un Monte di Pietà con sede nell'attuale via Mandralisca.
Nel 1706 ha celebrato il sinodo diocesano, l'ultimo della diocesi.
È morto il 22 giugno 1716 ed è sepolto nella cattedrale di Cefalù.